# 獬豸
獬豸（かいち、中国語: 獬豸; 拼音: xièzhì シエジー、獬廌）は、中国の伝説上の動物。正義・公正・法治を司る。

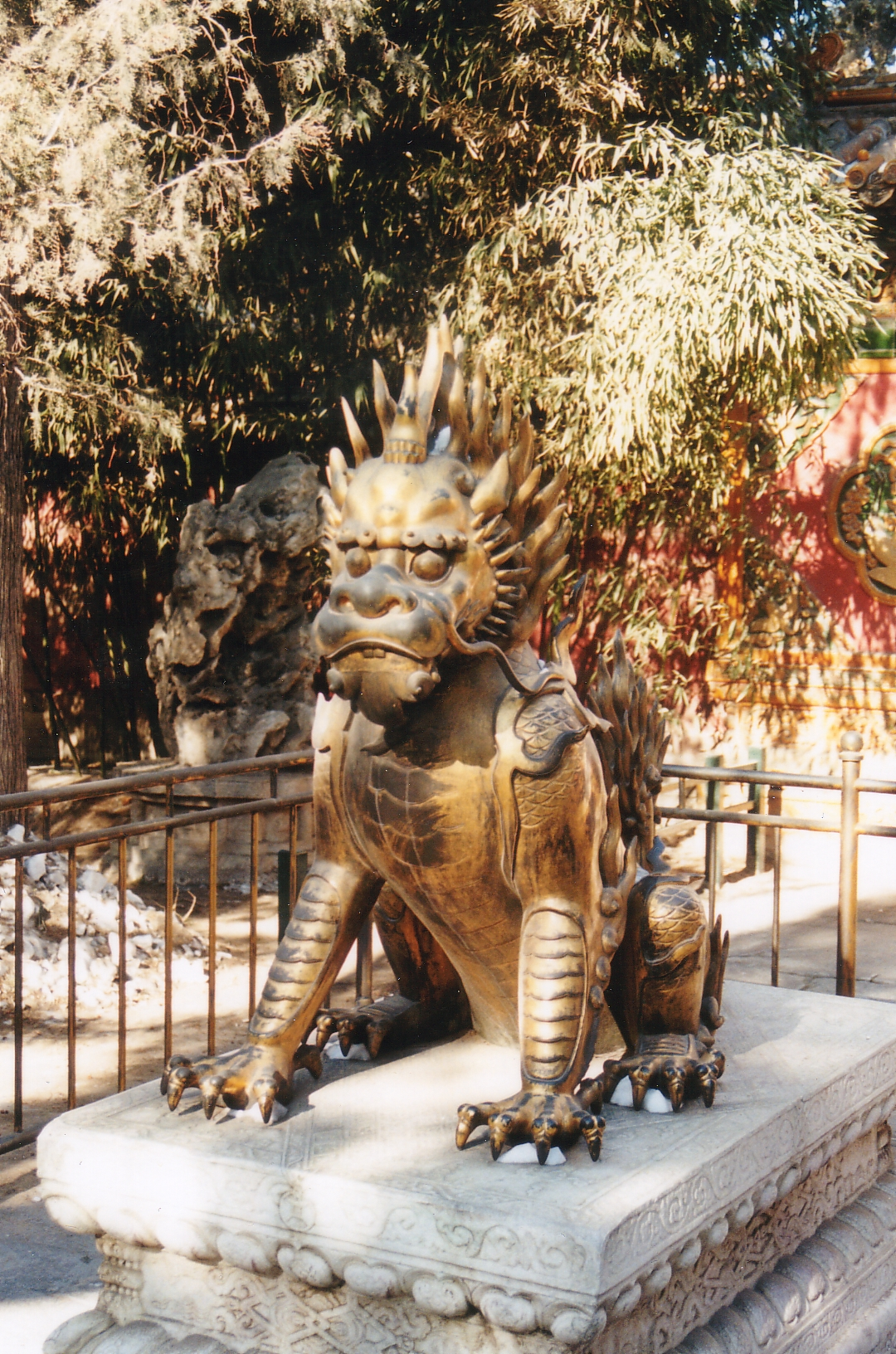
獬豸像（北京・紫禁城）

## 中国
『論衡』の記載から、姿は大きいものは牛、小さいものはヒツジに似ているとされる。全身には濃くて黒い体毛が覆う。頭の真ん中には長い一角を持つことから一角獣とも呼ばれ、この角を折った者は死ぬと言われる。麒麟に似ている。水辺に住むのを好む。人の紛争が起きると、角を使って理が通っていない一方を突き倒す（その後突き倒した人を食べるという伝説もある）。次第にカイチはより正義感のある性格付けがなされてゆき、正義や公正を象徴する祥獣（瑞獣の一種）となった。
獬豸の「豸」の字は、足の無い虫や背中の長い獣を意味する同音字で、本来は「廌」と書く。「廌」は「法治（灋治）」の「治」と同音であり、「法（灋）」の正字にも含まれていることから、古くから中国人は「法治」の精神をカイチを使って表現した。
古代中国では法律を執行する役人が被った帽子（法冠）に獬豸が飾られ、獬豸冠（かいちかん 獬冠とも）と称した。清の時代の役人の着物にも獬豸が刺繍されていた。また副葬品としてカイチの工芸品を選ぶ人もいた。寺ではカイチの化身としてヒツジを飼育した。

## 台湾
台湾に移転した中華民国政府は「法治」の精神をカイチを使って表現することを伝え、正義や公正を象徴する祥獣（瑞獣の一種）となった。現在、中華民国憲兵の腕章に採用されている。

## 朝鮮半島

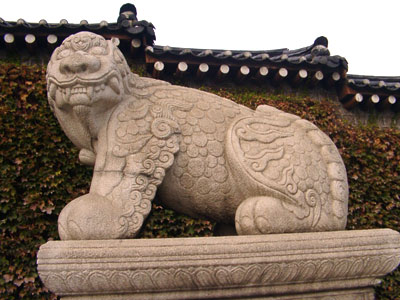
カイチ（ヘテ）石像（韓国ソウル光化門前）

カイチは朝鮮半島にも伝わり、ヘテ（해태）とよばれる。ヘテは漢字で書く場合には「海駝」と当て字される。漢字のカイチが朝鮮語ではヘチ（해치）又はヘテ（해태）と読まれる。
中国との違いは、羊や牛の姿ではなく獅子形であることと、大抵の場合、頭に角を持たないことである。が、文献上の知識では朝鮮でも一角獣であると認識されており、なぜ造形された実際の像となると角がなくなることが多いのかは不明である。
真贋を見極める能力があるとされ、その石像は魔除けとして建造物の門前などに置かれることがある。
韓国では製菓会社の企業名に用いられるなど親しまれている。また、ソウル特別市はヘテの語源である「ヘチ」を2代目のシンボルにしている。

## 日本
日本では神羊という呼び名も存在する。日光東照宮では、麒麟・白澤と共に拝殿杉戸に装飾が施されている。

## ベトナム
「giải trãi」と表記される。

## 登場作品

### 小説
- 浅田次郎『姫椿』
- 小野不由美『黒祠の島』
- 春暮康一『法治の獣』

### その他
- アトラス『女神転生シリーズ』